# Франклін (округ Сок, Вісконсин)
Франклін (англ. Franklin) — місто (англ. town) в США, в окрузі Сок штату Вісконсин. Населення — 652 особи (2010).

## Демографія
Згідно з переписом 2010 року, у місті мешкали 652 особи в 248 домогосподарствах у складі 194 родин. Було 282 помешкання
Расовий склад населення:
| - 97,4 % — білих - 1,2 % — корінних американців - 0,5 % — азіатів |

До двох чи більше рас належало 0,0 %. Частка іспаномовних становила 0,6 % від усіх жителів.
За віковим діапазоном населення розподілялося таким чином: 24,1 % — особи молодші 18 років, 59,2 % — особи у віці 18—64 років, 16,7 % — особи у віці 65 років та старші. Медіана віку мешканця становила 46,2 року. На 100 осіб жіночої статі у місті припадало 116,6 чоловіків;  на 100 жінок у віці від 18 років та старших — 119,0 чоловіків також старших 18 років.
Середній дохід на одне домашнє господарство  становив 82 318 доларів США (медіана — 64 306), а середній дохід на одну сім'ю — 94 575 доларів (медіана — 71 667). Медіана доходів становила 40 114 долари для чоловіків та 34 107 доларів для жінок. За межею бідності перебувало 7,0 % осіб, у тому числі 11,5 % дітей у віці до 18 років та 9,4 % осіб у віці 65 років та старших.
Цивільне працевлаштоване населення становило 364 особи. Основні галузі зайнятості: сільське господарство, лісництво, риболовля — 25,0 %, виробництво — 19,5 %, будівництво — 14,0 %, освіта, охорона здоров'я та соціальна допомога — 11,8 %.